# Mastermind (TV-serie)
Mastermind är ett brittiskt frågesportprogram som sänds i TV-kanalen BBC. Fyra deltagare tävlar i två ronder. Den ena ronden är i något specialämne som deltagaren väljer själv och den andra i ett mer allmänt ämne.
Programmet leddes  1972-1997 av den skotske programledaren Magnús Magnússon.